# Drymusa silvicola
Drymusa silvicola is een spinnensoort uit de familie Drymusidae. De soort komt voor in Zuid-Afrika.